# بی‌ام‌و آر۱۸
بی‌ام‌و آر۱۸ (انگلیسی: BMW R 18) یک موتورسیکلت کروزر است که توسط کمپانی ب‌ام‌و موتوراد ساخته شده و در آوریل ۲۰۲۰ به طور رسمی معرفی و در سپتامبر ۲۰۲۰ در آلمان عرضه شد.
با توجه به همه‌گیری کووید ۱۹، معرفی رسمی در نمایندگی‌های ب‌ام‌و امکان پذیر نبود، بنابراین به صورت مجازی در اینترنت ارائه شد.